# Georgische luchtmacht
De Georgische luchtmacht (Georgisch: საქართველოს სამხედრო-საჰაერო ძალები, Sak'art'velos samxedro-sahaero dzalebi) is de luchtcomponent van de Georgische krijgsmacht. Het is een van de kleinste afdelingen binnen de krijgsmacht en heeft ongeveer 1.300 militairen in dienst (2024). Het hoofdkwartier van de Georgische luchtmacht is de Alekseevka-basis, bij de luchthaven van Tbilisi.

## Geschiedenis
De militaire luchtvaartgeschiedenis in Georgië gaat terug naar de Democratische Republiek Georgië, toen op 20 augustus 1918 de eerste Georgische luchtmachteenheid werd opgericht door het parlement. De luchtmacht vocht in februari 1921 tegen het Rode Leger, toen deze een offensief begonnen was om de republiek omver te werpen.
De hedendaagse Georgische luchtmacht werd opgericht op 1 januari 1992, in de nasleep van het uiteenvallen van de Sovjet-Unie en bestond oorspronkelijk uit twee aparte units, de luchtmacht- en luchtverdedigingsdivisies. In 1998 werden de twee gefuseerd als Georgische luchtmacht. In 2009 telde de luchtmacht 2.971 militair en civiel personeel.
Elk jaar wordt op 19 september de Militaire Luchtvaartdag gevierd op de basis Alekseevka luchtmachtbasis bij Tbilisi, ter ere van de dag waarop de Georgische luchtmacht in 1992 twee Soechoj Soe-25 gevechtstoestellen in gebruik nam. Deze werden diezelfde dag ingezet tijdens de oorlog in Abchazië.

## Missie en doelstellingen
De belangrijkste doelstellingen van de Georgische Luchtmacht zijn:
- Bescherming van de soevereiniteit en controle van het Georgische luchtruim
- Strijd tegen luchtterrorisme
- Participatie in de strijd tegen het terrorisme op land en ter zee.
- Luchtverdediging van de statelijke entiteiten en troepen.
- Deelname aan collectieve en multinationale oefeningen.

Functies van de Georgische Luchtmacht:
- Vervoer van troepen en militair vrachtvervoer
- Het zoeken en redden van neergestorte vliegtuigbemanningen
- Deelname aan reddingsoperaties
- Vervoer van zieken en gewonden
- Het uitvoeren van verkenningsvluchten

## Luchtvloot

### Vliegtuigen
| Voertuig             | Foto               | Herkomst            | Hoeveelheid        | Extra |                    |                    |
| Gevechtvliegtuigen   | Gevechtvliegtuigen | Gevechtvliegtuigen  | Gevechtvliegtuigen | Gevechtvliegtuigen                                                                                                | Gevechtvliegtuigen | Gevechtvliegtuigen |
| -------------------- | ------------------ | ------------------- | ------------------ | --- | ------------------ | ------------------ |
| Soe-25KM Soe-25UB    |                    | Georgië Sovjet-Unie | 10                 | |                    |                    |
| Lesvliegtuigen       |                    |                     |                    | |                    |                    |
| Aero L-39 Albatros   |                    | Tsjechië Oekraïne   | 8                  | Kan worden uitgerust met: een GSh-23L kannon twee Lucht-Luchtraketten twee Lucht-Grondrakketen Ongeleide raketten |                    |                    |
| Aero L-29 Delfín     |                    | Tsjechië            | 4                  | |                    |                    |
|                      |                    |                     |                    | |                    |                    |
| Transportvliegtuigen |                    |                     |                    | |                    |                    |
| An-28                |                    | Sovjet-Unie         | 2                  | |                    |                    |
| Helikopters          |                    |                     |                    | |                    |                    |
| Mi-8/171             |                    | Sovjet-Unie         | 15                 | |                    |                    |
| Mi-14                |                    | Sovjet-Unie         | 2                  | |                    |                    |
| Mi-24                |                    | Sovjet-Unie         | 9                  | |                    |                    |
| UH-1H                |                    | Verenigde Staten    | 12                 | |                    |                    |

### Bewapening
| Wapen                  | Foto | Herkomst            | Extra                                                                     |
| ---------------------- | ---- | ------------------- | ------------------------------------------------------------------------- |
| bommen                 |      |                     |                                                                           |
| FAB-250M               |      | Sovjet-Unie         | LDGP-bom (550 lb)                                                         |
| FAB-500M               |      | Sovjet-Unie         | LDGP-bom (1100 lb)                                                        |
| KAB-500L               |      | Sovjet-Unie         | laser-geleide bom                                                         |
| Mark 82 bomb GBU-54    |      | Verenigde Staten    | LDGP-bom (500 lb) laser-geleide bom                                       |
| Mark 83 bomb GBU-32    |      | Verenigde Staten    | LDGP-bom (1000 lb) laser-geleide bom                                      |
| Mark 84 bomb GBU-31    |      | Verenigde Staten    | LDGP-bom (2000 lb) laser-geleide bom                                      |
| GBU-12                 |      | Verenigde Staten    | laser-geleide bom                                                         |
| GBU-16                 |      | Verenigde Staten    | laser-geleide bom                                                         |
| Lucht-luchtraket       |      |                     |                                                                           |
| R-60M AA-8 Aphid       |      | Sovjet-Unie Georgië | Korte afstand                                                             |
| R-73M AA-11 Archer     |      | Sovjet-Unie Georgië | Korte afstand                                                             |
| R-77 AA-12 Adder       |      | Sovjet-Unie         | Middellange afstand                                                       |
| Python 5               |      | Israël              | Korte afstand                                                             |
| Derby                  |      | Israël              | Middellange afstand                                                       |
| Lucht-grondraket       |      |                     |                                                                           |
| Kh-25M Kh-25MT Kh-25MP |      | Sovjet-Unie         | Laser-geleide lucht-grondraket Tv-geleide lucht-grondraket Antiradarraket |
| Kh-29L Kh-29T          |      | Sovjet-Unie         | Laser-geleide lucht-grondraket Tv-geleide lucht-grondraket                |
| Kh-31                  |      | Sovjet-Unie         | Anti-schip lucht-grondraket                                               |
| Exocet                 |      | Frankrijk           | Anti-schip lucht-grondraket                                               |
| AGM-114 Hellfire       |      | Verenigde Staten    | Laser-geleide lucht-grondraket                                            |
| Spike-ER Spike NLOS    |      | Israël              | Infrarood-geleide lucht-grondraket                                        |
| Ongeleide Raket        |      |                     |                                                                           |
| S-5M                   |      | Sovjet-Unie         | 57 mm raket                                                               |
| S-8                    |      | Sovjet-Unie}        | 80 mm raket                                                               |
| S-13                   |      | Sovjet-Unie         | 122 mm raket                                                              |
| S-24                   |      | Sovjet-Unie         | 240 mm raket                                                              |
| S-25                   |      | Sovjet-Unie         | 340 mm raket                                                              |